# 馬都拉聯足球會
馬都拉聯足球會（Madura United Football Club）是一支印尼職業足球會。球會位於東爪哇馬都拉島的帕默卡桑。他們現時於印尼超級聯賽作賽。
現時的球會於2016年1月10日成立；球會的歷史可追溯至1986年成立的柏利達查亞，其間在1988-89年、1990年及1993-94年贏得三次印尼甲組足球聯賽冠軍，其後經歷多次改名、主場遷移及擁有權轉變。

## 歷史
球會於1986年以柏利達查亞足球會名義在雅加達成立。期間球隊贏得三次印尼甲組足球聯賽冠軍（1988-89年、1990年及1993-94年）。由2000年開始，球隊多次遷移主場，首先於2000年遷往梭羅，2002年遷往芝勒貢，2006年遷往珀瓦卡爾塔，2008年遷往萬隆，2009年遷往加拉旺，最後於2012年重返萬隆，原因是巴克里集團（Bakrie Group）出售球會以收購阿雷馬足球會，同時取消兩支球會的合併計劃。在這些年間，球隊一直保留「柏利達」的名字，直至在最終被取消的2015年印尼超級聯賽中改名為萬隆拉亞體育會（PBR，亦是球會最後以「柏利達」名義出賽時的縮寫，即柏利達萬隆拉亞）；儘管冠以萬隆之名，但體育會的主場實際上位於勿加泗。
2016年1月10日，在柏利達查亞創辦人尼爾萬·德爾馬萬·巴克里的見證下，萬隆拉亞體育會前擁有人阿里·德萬托·蘇特迪與胡索多·安科蘇布羅托達成協議，將萬隆拉亞體育會（PBR）的擁有權轉讓並遷往馬都拉。球會改名為馬都拉聯。收購後，馬都拉聯取代PBR參加2016年印尼足球錦標賽甲組。
2024年，馬都拉聯在2023-24年印尼甲級聯賽取得亞軍後，參加首屆2024-25年亞足協挑戰聯賽，被編入E組，同組對手包括柬埔寨球會柴楨足球會及蒙古球會布爾干SP獵鷹，球會在烏蘭巴托進行兩場比賽。2024年10月27日，馬都拉聯在蒙古足協足球中心對戰SP獵鷹，雙方互無紀錄下握手言和。下一場比賽，馬都拉聯以2-1擊敗柴楨，以小組首名晉級八強，對手為台灣球會臺南市。馬都拉聯在高雄楠梓足球場進行的首回合賽事中與對手踢成0-0，次回合以3-0勝出，成功打入四強。

## 外部連結
- 官方网站 （印尼語）